# Louis Coderre
Louis Coderre (1er novembre 1865-29 mars 1935) fut un avocat et homme politique fédéral du Québec.

## Biographie
Né à Saint-Ours au Canada-Est (Québec), il se présenta d'abord sans succès aux élections de 1908 dans la circonscription d'Hochelaga. Élu député du Parti conservateur en 1911 et réélu lors d'une élection partielle en 1912, il démissionna en 1915 pour accepter un poste de juge à la Cour supérieure du Québec. Il fut secrétaire d'État du Canada de 1912 à 1915 et ministre des Mines de 1913 à 1915.